# Goya (gruppo musicale)
I Goya sono un gruppo musicale polacco fondato nel 1995 e composto da Magda Wójcik, Grzegorz Jędrach e Rafał Gorączkowski.
La band ha debuttato nel 1998 con l'album omonimo e con il singolo "Bo Ya" in poco tempo è riuscita ad arrivare prima nella classifica del primo canale della radio nazionale polacca (Polskie Radio).
Nel 2003 è uscito il loro secondo album chiamato "Kawałek po kawałku" (Pezzo per pezzo) con i singoli "Będę się starać" (Ci proverò) e "Jeśli będę taka" (Se sarò così) che hanno registrato entrambi un grande successo.
Il 26 febbraio 2005 è stato pubblicato l'album, Smak Słów (Sapore delle parole) del quale a gennaio era già uscito in anteprima l'omonimo singolo; per il Festival internazionale della canzone di Sopot hanno gareggiato con la canzone Mój (Mio), restando però eliminati dalla fase finale. Nel 2007 è uscito l'album Horyzont zdarzeń da cui sono stati estratti W zasięgu Twego wzroku, Piękny czas e Dobre sny. Nel 2009 è uscito l'album Od Wschodu do Zachodu da cui sono stati estratti Jutro obudź mnie e Codzienność.